# Manuel Barrueco
Manuel Barrueco (Santiago de Cuba, 16 de diciembre de 1952) es un guitarrista clásico y profesor en el Conservatorio de Peabody.

## Biografía
Comenzó a estudiar guitarra a los ocho años en el Conservatorio Esteban Salas y Castro de su ciudad natal, en 1967 se trasladó a EUA donde continuó sus estudios en Miami, posteriormente en Nueva York y los terminó en el Conservatorio de Peabody en Baltimore, Maryland; donde consiguió ganar el primer concurso organizado por esa institución y al momento forma parte de la cátedra de guitarra clásica, en la que dirige anualmente una clase magistral que se celebra durante el mes de junio y a la que asisten estudiantes de todo el mundo.
Su intensa actividad internacional lo lleva a tocar durante cada año en las más importantes capitales de la música, entre las que destacan: Nueva York, Los Ángeles, Londres, Milán, Roma, Mónaco, Madrid, Barcelona, Chicago, Seúl, Copenhague, Atenas, Taipéi, Singapur, Hong Kong, Múnich, Madrid, etc.
En el mundo de la guitarra clásica es reconocido internacionalmente como uno de sus más destacados exponentes de los últimos años.[cita requerida]

## Discografía
- Tárrega! (2010)
- Concierto Barroco (2005)
- Nylon & Steel (2001)
- ¡Cuba! (1999)
- Cantos Y Danzas (1998)
- Rodrigo: Manuel Barrueco Placido Domingo (1997)
- Pure Barrueco (1996)
- Manuel Barrueco Plays Lennon & Mccartney (1995)
- Portrait Sometime Ago (1993)
- Manuel Barrueco Plays Granados & Falla (1993/1997)
- Manuel Barrueco Plays Albéniz & Turina (1992/1997)
- Manuel Barrueco Plays Bach & De Visée (1990/1997)
- Manuel Barrueco: 300 Years Of Guitar Masterpieces (3 Cd Set) (1991)
- Annie Laurie The King's Singers And Manuel Barrueco Guitar (1991)
- Mozart: Duets For Flute And Guitar (1990)
- Manuel Barrueco Plays Brouwer, Villa-Lobos & Orbón (1989/1997)
- Manuel Barrueco Plays Mozart & Sor (1988/1997)
- Manuel Barrueco Plays De Falla, Ponce, Rodrigo (1987/1997)

## Crítica periodística
The New York Times[cita requerida] 

"(Manuel Barrueco) ofreció un magníficamente pulido recital... y fue una imagen de gran entendimiento estilístico".

The New York Times[cita requerida] 

"El recital de guitarra de Manuel Barrueco en la sala Alice Tully (Lincoln center, Ciudad de Nueva York) fue obra no de solo un guitarrista, sino de un músico superior".

The Baltimore Sun[cita requerida] 

"Barrueco tocó el concierto en Re (Antonio Vivaldi) con confiada maestría, haciendo del movimiento lento, uno de las mejores cosas que Vivaldi escribió, especialmente cautivador".

Los Angeles Times[cita requerida] 

"Un gran artista con extraordinaria musicalidad y un mundo de técnica... simple y firmente -- asombroso".

Dallas Times Herald[cita requerida] 

"Un músico elegante y un aristócrata de la guitarra".